# Ute Diehl
Ute Diehl (* 1944) ist eine deutsche Regisseurin, Produzentin und Drehbuchautorin.
Sie wurde ab 1989 mit der ersten deutschen Doku-Soap, Die Fussbroichs, bekannt. 1992 wurde sie für Buch und Regie bei dieser Serie mit dem Grimme-Preis ausgezeichnet.

## Filmografie (Auswahl)
- 1979: Ein Kinderzimmer
- 1989–2001: Die Fussbroichs
- 2004: Unsere Polizei
- 2005: Platz für Helden
- 2007–2008: Die Özdags